# Park Jin-sub (calciatore 1995)
Park Jin-sub (박진섭?; Jeonju, 23 ottobre 1995) è un calciatore sudcoreano, centrocampista o difensore del Jeonbuk Hyundai e della nazionale sudcoreana.

## Carriera

### Nazionale
Ha esordito con la nazionale sudcoreana il 21 novembre 2023, nella partita di qualificazione al Mondiale 2026 vinta per 0-3 contro la Cina. Realizza il suo primo gol il 26 marzo 2024 nel successo per 0-3 in casa della Thailandia.

## Statistiche

### Cronologia presenze e reti in nazionale
| Cronologia completa delle presenze e delle reti in nazionale ― Corea del Sud | Cronologia completa delle presenze e delle reti in nazionale ― Corea del Sud | Cronologia completa delle presenze e delle reti in nazionale ― Corea del Sud | Cronologia completa delle presenze e delle reti in nazionale ― Corea del Sud | Cronologia completa delle presenze e delle reti in nazionale ― Corea del Sud | Cronologia completa delle presenze e delle reti in nazionale ― Corea del Sud | Cronologia completa delle presenze e delle reti in nazionale ― Corea del Sud | Cronologia completa delle presenze e delle reti in nazionale ― Corea del Sud |
| Data                                                                         | Città                                                                        | In casa                                                                      | Risultato                                                                    | Ospiti                                                                       | Competizione                                                                 | Reti                                                                         | Note                                                                         |
| ---------------------------------------------------------------------------- | ---------------------------------------------------------------------------- | ---------------------------------------------------------------------------- | ---------------------------------------------------------------------------- | ---------------------------------------------------------------------------- | ---------------------------------------------------------------------------- | ---------------------------------------------------------------------------- | ---------------------------------------------------------------------------- |
| 21-11-2023                                                                   | Shenzhen                                                                     | Cina                                                                         | 0 – 3                                                                        | Corea del Sud                                                                | Qual. Mondiali 2026                                                          | -                                                                            | 90+1’                                                                        |
| 15-1-2024                                                                    | Doha                                                                         | Corea del Sud                                                                | 3 – 1                                                                        | Bahrein                                                                      | Coppa d'Asia 2023 - 1º turno                                                 | -                                                                            | 82’                                                                          |
| 20-1-2024                                                                    | Doha                                                                         | Giordania                                                                    | 2 – 2                                                                        | Corea del Sud                                                                | Coppa d'Asia 2023 - 1º turno                                                 | -                                                                            | 90+4’                                                                        |
| 30-1-2024                                                                    | Al Rayyan                                                                    | Arabia Saudita                                                               | 1 – 1 dts (2 – 4 dtr)                                                        | Corea del Sud                                                                | Coppa d'Asia 2023 - Ottavi di finale                                         | -                                                                            | 117’                                                                         |
| 2-2-2024                                                                     | Al Wakrah                                                                    | Australia                                                                    | 1 – 2 dts                                                                    | Corea del Sud                                                                | Coppa d'Asia 2023 - Quarti di finale                                         | -                                                                            | 105’                                                                         |
| 26-3-2024                                                                    | Bangkok                                                                      | Thailandia                                                                   | 0 – 3                                                                        | Corea del Sud                                                                | Qual. Mondiali 2026                                                          | 1                                                                            | 46’                                                                          |
| 7-7-2025                                                                     | Yongin                                                                       | Corea del Sud                                                                | 3 – 0                                                                        | Cina                                                                         | Coppa dell'Asia orientale 2025                                               | -                                                                            |                                                                              |
| Totale                                                                       |                                                                              | Presenze                                                                     | 7                                                                            |                                                                              | Reti                                                                         | 1                                                                            |                                                                              |

## Palmarès

### Club

#### Competizioni nazionali
- Coppa della Corea del Sud: 1

Jeonbuk Hyundai: 2022

### Nazionale
- Giochi asiatici: 1

2022